# André Lauryssen
André Dré Lauryssen, parfois orthographié Laurijssen ou Laureyssen, né le 30 octobre 1953 à Hoogstraten en Belgique, est un footballeur international et entraîneur belge qui joue au poste de gardien de but.

## Biographie

### En club
André Lauryssen défend les buts du Beerschot VAV de 1972 à 1978, puis du KAA La Gantoise dans les années 1980 avant de terminer sa carrière dans sa ville d'origine au Hoogstraten VV. Au total, il dispute 438 matches en première division.
Après avoir raccroché les crampons, il devient l'entraîneur du KFC Sint-Lenaarts pendant deux saisons, puis du KFC Meer (nl) pendant cinq ans.

### En sélections nationales
André Lauryssen est appelé à plusieurs reprises chez les moins de 19 ans, les espoirs et les aspirants, sans toutefois jamais prendre part au jeu. Par contre, il compte deux capes avec l'équipe olympique lors du tournoi pré-olympique qualificatif pour les Jeux olympiques de 1984.

## Palmarès
- Champion de Belgique D2 en 1980 avec le KAA La Gantoise
- Vainqueur de la Coupe de Belgique en 1984 avec le KAA La Gantoise